# Nuculana subaequilatera
Nuculana subaequilatera är en musselart som först beskrevs av John Gwyn Jeffreys 1879.  Nuculana subaequilatera ingår i släktet Nuculana och familjen tandmusslor. Inga underarter finns listade i Catalogue of Life.